# Provincia Ichilo
La provincia de Ichilo es una provincia boliviana en el departamento de Santa Cruz. Tiene una superficie de 14 232 km² y una población de 92 721 habitantes (INE 2012).
Un elevado porcentaje de sus pobladores son descendientes de japoneses. Es un gran centro de producción agrícola, también tiene ganadería, avicultura e industria agropecuaria, así como riqueza y actividad forestal.

## Creación
Se creó por ley de 8 de abril de 1926. Debe su nombre al río que pasa por su territorio, el río Ichilo. Formaba parte de las primeras provincias del departamento de Santa Cruz, que en ese entonces eran cinco.

## Situación
Se halla situada al norte de la serranía subandina y en su parte occidental todavía está atravesada por serranías bajas, en tanto que en sus parte oriental y norte forma extensas llanuras por las que atraviesan los ríos Yapacaní e Ichilo. Su territorio se caracteriza por ser muy fértil para la agricultura y apto para la ganadería.
La provincia se encuentra en el oeste del departamento de Santa Cruz, en el centro del país. Limita al suroeste con la provincia Caballero, al sur con la provincia Florida, al sureste con la provincia Andrés Ibáñez, al este con la provincia Sara, al noreste con la provincia Obispo Santistevan, al extremo norte con la provincia de Marbán en el departamento del Beni, y al oeste con las provincias del Chapare y Carrasco en el departamento de Cochabamba.

## Geografía
La parte oriental se halla dentro de la llanura y la occidental está atravesada por serranías bajas, una de las cuales remata en el cerro Amboró. Al norte de la provincia, la llanura está cubierta por densa vegetación en las márgenes de los ríos que la atraviesan. En su jurisdicción corren los caudalosos ríos Yapacaní e Ichilo que son navegables.
En los territorios de esta provincia y de las provincias Caballero y Florida, se encuentra el Parque Nacional Amboró, con especies de aves y animales extinguidos en otras partes del mundo.
La provincia tiene una altitud promedio de 386 m s. n. m. Su clima es húmedo y subtropical cálido, con una temperatura anual promedio de 24,3 °C, lo que origina exuberante vegetación, especialmente junto a las orillas de los ríos. La precipitación media es de 2.563 mm al año.
Cuenta con una superficie de 14.232 km², ocupando el 3,8 % de la superficie total del departamento de Santa Cruz y es la octava provincia en cuanto a extensión.

## Organización administrativa
La Provincia Ichilo está dividida administrativamente en 4 municipios:

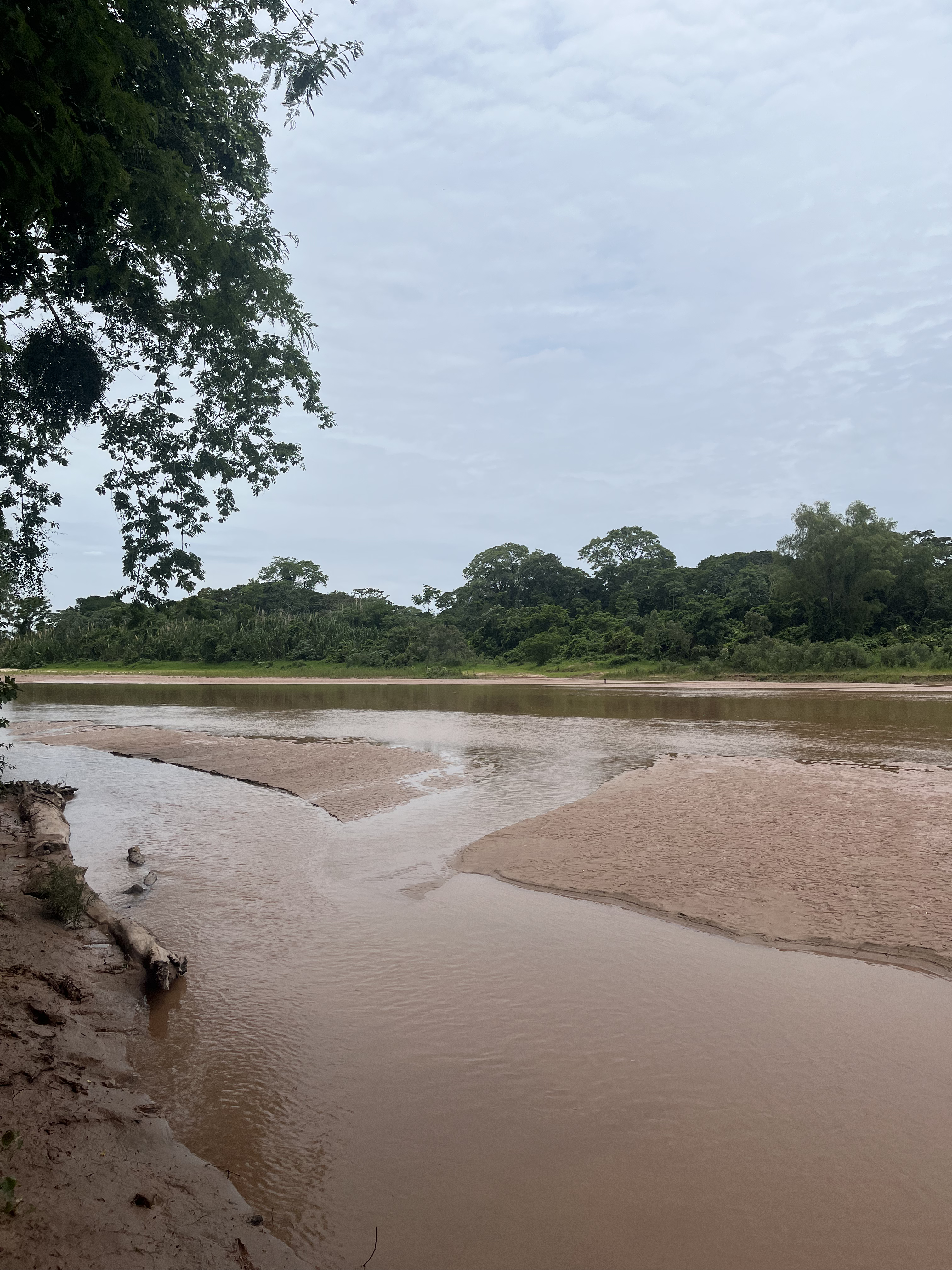
Vista del río Surutú, en el municipio de Buena Vista.

| Municipios de la Provincia Ichilo | Capital              |
| --------------------------------- | -------------------- |
| Municipio de Buena Vista          | Buena Vista          |
| Municipio de San Carlos           | San Carlos           |
| Municipio de Yapacaní             | Yapacaní             |
| Municipio de San Juan de Yapacaní | San Juan de Yapacaní |

## Demografía

### Población de la Provincia
De acuerdo con el censo boliviano de 2024, la población de la provincia de Ichilo es de 100 473 habitantes.
La población de la provincia se ha duplicado en las últimas tres décadas: 
| Población histórica | Población histórica | Población histórica     | Densidad de población | Densidad de población |
| Año | Habitantes          | Fuente                  | Habitantes/km²        |                       |
| --- | ------------------- | ----------------------- | --------------------- | --------------------- |
| 1992 | 49 484              | Censo boliviano de 1992 | 3,47 hab./km²         |                       |
| 2001 | 70 444              | Censo boliviano de 2001 | 4,94 hab./km²         |                       |
| 2012 | 92 721              | Censo boliviano de 2012 | 6,51 hab./km²         |                       |
| 2024 | 100 473             | Censo boliviano de 2024 |                       |                       |
| Nota 1: La Densidad de Población se calcula dividiendo la población total por la superficie de la provincia. Nota 2: La Superficie de la provincia Ichilo es de 14.232 kilómetros cuadrados. |                     |                         |                       |                       |

### Población de la provincia por municipios
Con una población de 92.721 habitantes (según el Censo INE 2012), Ichilo ocupa el quinto lugar del departamento de Santa Cruz en cuanto a población se refiere, pero su densidad demográfica de 4,95hab./km², la ubica en un séptimo lugar en orden descendente.
- Yapacaní 37.527 hab.
- San Carlos 29.229 hab.
- Santa Fe de Yapacaní
- San Juan. Un elevado porcentaje de sus pobladores son descendientes de japoneses. Es un gran centro de producción agrícola, también tiene ganadería, avicultura e industria agropecuaria, así como riqueza y actividad forestal.

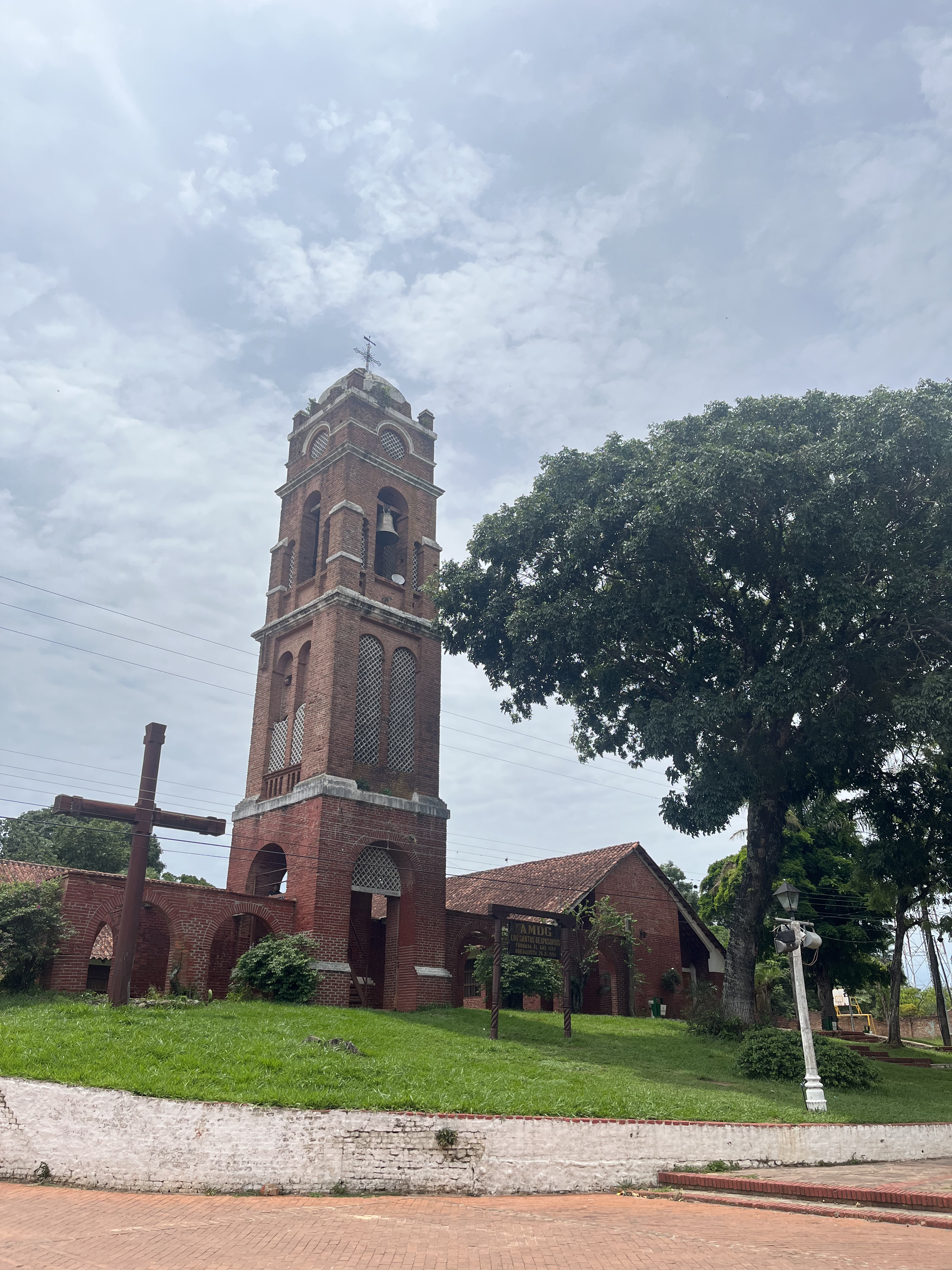
Iglesia de Buena Vista, la capital provincial.

### Capital
Buena Vista con 14.362 habitantes es una capital importante.

## Economía
La agricultura es una actividad importante de la provincia, cuyo cultivo más notable es el arroz, con una producción del 50% del total del departamento. Se explota además el cacao y grandes cantidades de madera. También se destaca la producción artesanal de los habitantes.
Asimismo cuenta con recursos hidrocarburíferos como el del campo petrolero en la zona de Caranda donde se explota petróleo y gas natural, así como el pozo Boquerón Norte encontrado en 2015 cerca de Yapacaní.